# SICOB
Le Salon des industries et du commerce de bureau (SICOB) est un salon professionnel français de la bureautique, de l'informatique, des réseaux et des télécommunications qui s'est tenu chaque année de 1950 à 1957 au Parc des expositions de la porte de Versailles, puis au CNIT de La Défense à partir de 1958 jusqu'en 1990.

## Histoire
Créé par Max Hermieu, dans l'esprit du salon Organisation commerciale organisé lors du premier Congrès international du bureau moderne par la revue Mon bureau en 1910, le SICOB fut pendant près de quarante ans, au-delà d'un salon professionnel consacré aux équipements de bureau (par exemple : mobilier, machines à écrire, appareils pour le traitement, le classement et l'archivage des documents en papier, machines à affranchir le courrier postal des entreprises, etc.), de plus en plus avec l'apparition, puis l'essor de l'informatique, aussi un grand rendez-vous annuel pour les professionnels et passionnés de cette technique nouvelle. La première édition a eu lieu du 8 au 19 octobre 1950 au Parc des expositions de la Porte de Versailles. Du 10 au 19 octobre 1958, il est le second salon organisé au CNIT de La Défense après Mécanélec 58. C'est lors de l'ouverture de celui-ci, le 12 septembre 1958, que le CNIT sera inauguré par le général de Gaulle.
Avec le développement des nouvelles technologies de l'information et de la communication (NTIC), le positionnement du SICOB s'est élargi et le sigle a connu plusieurs déclinaisons, dont celle-ci, rapportée par le Larousse de l'informatique (édition de 1981) : Salon international d'informatique, télématique, communication, organisation de bureau et bureautique. C'est notamment au SICOB 1973 que fut présenté le Micral, premier micro-ordinateur prêt à l'emploi.
En 1979, Valéry Giscard d'Estaing, alors président de la république inaugura le 30ème salon. Il considère ce salon comme "le salon est, dans son domaine, la première manifestation mondiale par son importance et par son éclat".
À la fin des années 1980, et jusqu'à l'uniformisation qui s'opéra peu à peu avec le décollage de l'IBM PC, le SICOB se caractérisait par un grand foisonnement, très hétérogène, d'ordinateurs et de périphériques. L'expression « c'est le Sicob » reste encore couramment utilisée aujourd'hui pour désigner des ensembles informatiques, logiciels ou matériels, caractérisés par leur manque d'homogénéité.
La dernière édition a été finalement en 1990, alors qu'il devait y avoir seulement une année sabbatique en 1991 pour avoir un meilleurs positionnement. Cela aurait été due probablement à la non participation des dix « grands » de l'informatique (IBM, Bull, Digital Equipment, Unisys, Hewlett-Packard, Apple, Olivetti, NCR, Nixdorf et Rank Xerox).

## Postérité
Les archives conservées par Max Hermieu ont été transmises au Musée de l'informatique de l'Arche de la Défense qui a proposé au second semestre 2010 une exposition rétrospective pour les 60 ans de la création du SICOB. Le Musée de l'informatique a également lancé en 2010 un projet de recherche visant à collecter les archives et les témoignages des personnes qui ont participé au SICOB (exposants, visiteurs, journalistes, officiels…). Ce projet comprend la numérisation de l'ensemble des archives vidéo du SICOB, ainsi que de la collection des affiches et des catalogues.
En 1974, Jean-Jacques Lévêque publie dans Les nouvelles littéraires, un article sur l'affiche crée par Herman Braun-Vega pour le SICOB dans lequel il décortique la double symbolique biblique et informatique de la pomme. Il y explique qu'à travers la pomme, source potentielle de discorde entre le créateur et sa création, l'estampe de Braun-Vega distille un doute bien que l'image soit à première vue rassurante.